# Jean-Baptiste Djebbari
Jean-Baptiste Djebbari (Melun, 26 februari 1982) is een Frans politicus. In de Nationale Vergadering is hij lid van de Commission du Développement durable et de l'Aménagement du territoire, waarin hij tot 2019 functioneert als coördinator voor de LREM-groep. In 2018 is hij rapporteur van het wetsontwerp voor de hervorming van de SNCF. In 2019 is hij woordvoerder van de LREM-groep. In september 2019 werd hij benoemd tot staatssecretaris van Transport.
Hij is afgestudeerd aan École nationale de l'aviation civile (promotie 2005).

## Staatssecretaris
Op 3 september 2019 werd hij benoemd tot staatssecretaris voor Transport, in de regering-Philippe II.

## Voetnota
1. ↑  (fr) Décret du 3 septembre 2019 relatif à la composition du Gouvernement
2. ↑  (fr) Jean-Baptiste Djebbari : «Par mon métier, je sais ce qu’est un "découché"». Gearchiveerd op 6 september 2019.